# 2656 Evenkia
2656 Evenkia eller 1979 HD5 är en asteroid i huvudbältet som upptäcktes den 25 april 1979 av den rysk-sovjetiske astronomen Nikolaj Tjernych vid Krims astrofysiska observatorium på Krim. Den har fått sitt namn efter Evenkien i dåvarande Sovjetunionen.
Asteroiden har en diameter på ungefär 6 kilometer.